# 튜리온 64 X2

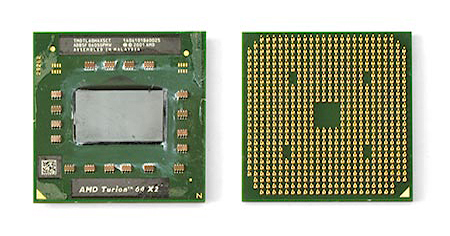
튜리온 64 X2 CPU

튜리온 64 X2(Turion 64 X2)는 AMD사의 64비트 듀얼 코어 모바일 CPU이며, 인텔의 코어와 코어 2 CPU들과 경쟁하기 위해 만들어졌다.
튜리온 64X2는 AMD사의 첫 번째 모바일 듀얼코어 프로세서로 인텔 코어 듀오 프로세서의 직접적인 경쟁자였다. 코어 2 듀오 프로세서부터 64비트 컴퓨팅을 지원했던 인텔과 달리 튜리온 64 X2는 일찍이 64 비트 컴퓨팅을 지원하였으며 통합된 DDR2 메모리 컨트롤러를 제공하였다. 그러나 작은 L2 캐시로 인하여 초기 튜리온 64X2모델들은 동급의 코어 듀어에 비해 약간 떨어지는 성능을 보여주었다. K8L 아키텍처에 기반하고 있으며 소개 당시에는 90nm으로 제작되었으나 이후 65nm으로 바뀌었다.

## 코어

### Turion 64 X2

#### Taylor & Trinidad (90 nm SOI)
- 듀얼 AMD64 코어

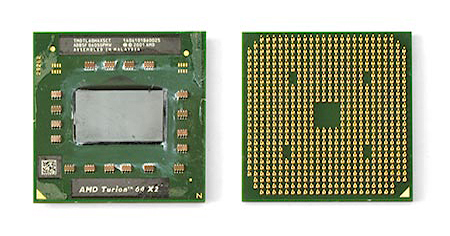
Turion64-X2 for 소켓 S1

- L1 캐시: 64 + 64 KiB (데이터 + instruction) - 한 코어에
- L2 캐시: 256 KiB (Taylor) 또는 512 KiB (Trinidad) - 한 코어에, 풀스피드
- 메모리 컨트롤러: 듀얼 채널 DDR2-667 MHz
- MMX (명령어 집합), 확장 3DNow!, SSE, SSE2, SSE3, AMD64, 파워나우!, NX 비트, AMD-V
- 소켓 S1, 하이퍼트랜스포트 (800 MHz, 1600 MT/초, 10.7 GB/초 CPU-RAM + 6.4 GB/초 CPU-입출력 전송률)
- 전력 소비량 (TDP): 31, 33, 35 와트 (최대)
- 첫 출시일: 2006년 5월 17일
- 클럭 속도: 1600, 1800, 2000, 2200 MHz
  - 31W TDP:
    - TL-50: 1600 MHz (256 KiB L2 캐시 - 한 코어에)
    - TL-52: 1600 MHz (512 KiB L2 캐시 - 한 코어에)

  - 33W TDP:
    - TL-56: 1800 MHz (512 KiB L2 캐시 - 한 코어에)

  - 35W TDP:
    - TL-60: 2000 MHz (512 KiB L2 캐시 - 한 코어에)
    - TL-64: 2200 MHz (512 KiB L2 캐시 - 한 코어에)

#### Tyler (65 nm SOI)
- 듀얼 AMD64 코어
- L1 캐시: 64 + 64 KiB (데이터 + 명령어) - 한 코어에
- L2 캐시: 512 KiB - 한 코어에, 풀스피드
- 메모리 컨트롤러: 듀얼 채널 DDR2-800 MHz (12.8 GB/초 전이중 CPU/RAM 대역)
- 100 MHz (동적 P 상태 변화)
- MMX (명령어 집합), 확장 3DNow!, SSE, SSE2, SSE3, AMD64, 파워나우!, NX 비트, AMD-V
- 소켓 S1, 하이퍼트랜스포트 (800 MHz / 1600 MT/초)
- 전력 소비량 (TDP): 31, 35 와트 (최대).
- 첫 출시일: 2007년
- 클럭 속도: 1700, 1800, 1900, 2000, 2200, 2300, 2400 MHz
  - 31W TDP:
    - TK-53 1700 MHz (256 KiB L2 캐시 - 한 코어에) - ※애슬론64 X2 듀얼 코어 모바일
    - TK-55 1800 MHz (256 KiB L2 캐시 - 한 코어에) - ※애슬론64 X2 듀얼 코어 모바일
    - TL-56 1800 MHz (512 KiB L2 캐시 - 한 코어에)
    - TK-57 1900 MHz (256 KiB L2 캐시 - 한 코어에) - ※애슬론64 X2 듀얼 코어 모바일
    - TL-58 1900 MHz (512 KiB L2 캐시 - 한 코어에)
    - TL-60 2000 MHz (512 KiB L2 캐시 - 한 코어에)

  - 35W TDP:
    - TL-62 2100 MHz (512 KiB L2 캐시 - 한 코어에)
    - TL-64 2200 MHz (512 KiB L2 캐시 - 한 코어에)
    - TL-66 2300 MHz (512 KiB L2 캐시 - 한 코어에)
    - TL-68 2400 MHz (512 KiB L2 캐시 - 한 코어에)

### Turion X2

#### Lion (65 nm SOI)
- 듀얼 AMD64 코어
- L1 캐시: 64 + 64 KiB (데이터 + 명령어) - 한 코어에
- L2 캐시: 512 KiB - 한 코어에, 풀스피드
- 메모리 컨트롤러: 듀얼 채널 DDR2-800 MHz
- MMX (명령어 집합), 확장 3DNow!, SSE, SSE2, SSE3, AMD64, 파워나우!, NX 비트, AMD-V
- 소켓 S1, 하이퍼트랜스포트 (1800 MHz, 3600 MT/초, 12.8 GB/초 CPU-RAM + 14.4 GB/초 CPU-입출력 전송률)
- 전력 소비량 (TDP): 31 와트 (최대)
- 첫 출시일: 2008년 6월 4일
- 클럭 속도: 1900 MHz
  - 31W TDP:
    - RM-70: 1900 MHz

## 같이 보기
- 튜리온 64